# 郷土料理
郷土料理（きょうどりょうり）とは、その地域に根付いた産物を使い、その地域独自の調理方法で作られ、地域で広く伝承されている地域固有の料理。発祥時期などで、どの範囲を郷土料理とみなすかは意見が分かれる（後述）。名物料理であっても、地域振興のために作り上げもしくは宣伝を行う「ご当地グルメ」や特定の企業が提供する料理、土産菓子などとは異なる。

## 定義
研究家により解釈と定義は異なる。
- 岡本ほか(1987)は、
  - 郷土料理とは、その地方の特産品をその地方に適した方法で調理したものをいう。
- 木村(1974)は、
  1. ある地域に古くから行われている食形態で他地方にはみられない特色を有し、その発生が明治以前であるものである。ただし、北海道に限っては明治末期までとする。
  2. 現在は比較的広範囲の各地の人々に食されているが、江戸時代までは限られた範囲の地域の民衆生活のみ定着していた食形態であるもの。
- 石川 (2000)[2]は、
  - 種類や調理方法における地域性は、地形、気候、地域ごとの生産物といった自然的要因だけでなく、地域の人々の気質、宗教、産業技術の発達状況、時代・地域社会の思潮などの人為的要因によっても形成される。
- 安藤 (1986)[2]は、
  1. その土地で大量に生産される食べ物をおいしく食べようと工夫したことにより生まれたもの
  2. 地方の特産物を利用してできたもの
  3. その地方で生産されない材料を他地域からもってきて、独自の料理技術を開発して名物料理に仕上げたもの

## 現状
食品の流通、加工、貯蔵の各技術の近代化により食品の均質化と家庭内調理法の画一化が進み食生活の地方色が薄れつつあると指摘されている。また、古くは各家庭で調理されていたが、工場で生産された調理済み品を購入する形態が増加している。
日本の文化庁は、郷土料理を含む各地の伝統的食文化を残していくため「100年フード」という認定制度を設けている。
現代では郷土料理にアレンジと新たな地域産品を加え、地域興しを兼ねたご当地グルメが各地で観光資源として商品化されている。